# 凍頂烏龍茶
凍頂烏龍茶（舊稱水沙連之茶），生產自臺灣南投縣鹿谷鄉，主要以青心烏龍當作原料製作的台灣烏龍茶，有「北包種、南凍頂」之說。早期發源於鳳凰村、永隆村、彰雅村，之後逐漸發展至廣興村、內湖村、和雅村、初鄉村、羊灣村等地，茶區分佈在海拔600至1200公尺的山坡地上；與文山包種茶、東方美人茶、松柏長青茶、木柵鐵觀音、三峽龍井茶、阿里山珠露茶、臺灣高山茶、龍泉茶和日月潭紅茶併稱為「臺灣十大名茶」，在臺灣茶市場中時常處於領先地位也被稱為「臺灣茶中之聖」。

## 凍頂烏龍茶的由來
“凍頂”為地名，一指台灣南投縣鹿谷鄉“麒麟潭”邊的“凍頂山”，一指台灣南投縣鹿谷鄉“彰雅村”的“凍頂巷”。
「凍頂山」，在清光緒20年《雲林縣采訪冊》中，作「崠頂山」。係源自客家話「崠頂」（四縣/海陸：dung dang），即山頂。民間則附會是因為先民早期無鞋可穿，寒冬必須“凍著腳尖上山頂”而得名。

## 簡介
凍頂烏龍茶是生產於南投縣鹿谷鄉的烏龍茶，早期發源地是鳳凰村、永隆村、彰雅村，之後逐漸發展到廣興村、內湖村、和雅村、初鄉村、羊灣村等地，茶區大多分佈在海拔600至1200公尺的山坡地上。茶葉採摘自茶樹頂端的嫩葉，茶樹的品種有青心烏龍、武夷種、四季春、台茶12號、台茶13號，屬於重度半發酵茶；與文山包種茶、東方美人茶、松柏長青茶、木柵鐵觀音、三峽龍井茶、阿里山珠露茶、臺灣高山茶、龍泉茶和日月潭紅茶併稱為「臺灣十大名茶」，因為在臺灣茶市場中時常處於領先地位也被稱為「臺灣茶中之聖」。

### 歷史
凍頂烏龍茶的由來有幾種說法，一說1855年鹿谷人林三顯資助林鳳池到福建省考試，林鳳池高中舉人後回到家鄉時，為了報答恩情從武夷山脉帶回36珠青心烏龍的茶苗，其中12珠茶苗由林三顯種植在臺灣南投縣鹿谷鄉永隆村麒麟潭旁邊的山上，成為凍頂烏龍茶的開始；一說世代居住在南投縣鹿谷鄉彰雅村凍頂巷的蘇姓家族祖先在1684年移民臺灣，乾隆年間在凍頂山開墾種茶並以《凍頂蘇氏宗譜》作為證明；一說臺灣歷史學家連橫在1908年著作的《臺灣通史》表示凍頂烏龍茶是臺灣原生茶種，舊稱水沙連之茶，因為產量不多所以在當時名聲並不大。
1948年臺灣省農業試驗所平鎮茶葉試驗分所技士兼製茶系主任吳振鐸來鹿谷考察農業，發現凍頂烏龍茶的茶園不到五十公頃，且茶樹已老化、細小，茶農須在茶樹中間種番薯才能勉強過活，便於1953年起開始初步輔導茶農耕作法，安排永隆村、彰雅村、鳳凰村三村茶農至茶葉改良場觀摩、學習栽培技術。1962年5月初，去南投旅遊的何凡收到茶試所贈的鹿谷凍頂烏龍茶，感言是滋味不錯、值得推荐。1965年，茶試所將「台農八號」與硬枝紅心茶樹雜交的新品種交給鹿谷鄉茶農採扦插育苗方式試種，成活率高建百分之九十五以上，比茶葉改良場試種還高百分之十茶試所。

1968年，茶試所合併升格為臺灣省茶業改良場，吳振鐸擔任首任場長。1974年，農復會補助款八十八萬六千元及貸款一百七十萬元，改善彰雅、永隆、鳳凰等村所生產的凍頂茶產製銷的技術，促進分級包裝與共同運銷。1975年間，吳振鐸等人前往日本靜岡縣考察訪問，發現當地茶葉共同運銷措施有借鏡之處，回臺灣後到鹿谷農會和研究舉行品質評鑑分級的可行性，在農會的支持下，促成了1976年的春茶比賽，當年茶葉每台斤約六十至八十元左右，基層公務員薪水約一千二百元上下，冠軍茶竟喊價五千元一斤，引起媒體競相報導和民眾側目，鹿谷凍頂烏龍茶的名號不脛而走。
1961年到1971年間，凍頂烏龍茶主要產地凍頂村、永隆村、鳳凰村的生產面積只有155公頃，一整年的產量3萬6千斤左右；1974年6月，行政院長蔣經國巡視鳳凰村、永隆村時對於農民泡的烏龍茶留下良好的印象，在了解烏龍茶的生產情形後指示隨行的官員輔導茶農改進耕作的方式，改善茶農的生活。同年8月，中國農村復興聯合委員會跟臺灣省政府農林廳合力設置鹿谷鄉凍頂高級茶生產專業區，指導茶農放棄傳統的經營方式，採取編組作業、改善茶園耕作、開闢茶園道路，完善茶區的交通系統、推行年輕人的茶農教育、指導茶樹栽培管理等各種改革措施。
1981年，農林廳認為茶業改良場在鹿谷試種的茶有推廣價值，將新品種命名為「台茶十二號」。開發出此茶的吳振鐸將之命名「金萱茶」以紀念母親，又將「台茶十三號」命名為「翠玉茶」以紀念祖母。1982年，他把五百株的金萱茶交由代經營茶園的木柵茶農張美加，在觀光茶園山坡地試種，以讓與鐵觀音同時成為木柵區的特產。
鹿谷鄉凍頂高級茶生產專業區成立後，茶園面積、農民採茶製茶技術、茶葉品質、銷售量不斷提升，臺灣省政府農林廳認為可以進行優良茶葉的比賽與展售，因此1976年5月2日在鹿谷國小舉辦「六十五年度凍頂優良茶比賽」，成為每年度「凍頂優良茶比賽與展售會」的開始，並且由鹿谷鄉農會、凍頂茶葉生產合作社、永隆社區發展協會相繼舉行。

### 製茶過程
烏龍茶茶園會使用有機肥料，每年檢查土壤的酸鹼度並補充缺少的元素，四個季節的採茶時期會依照氣候決定；茶葉採取標準為一心掛二葉，有「老式烏龍茶」、「新式烏龍茶」之分，老式烏龍茶重視茶湯的濃甘喉韻，新式烏龍茶重視茶葉清揚的香氣，因為採茶標準不同所以茶菁含有的成分、製作的方式跟手法也不一致。製作方法與青茶大致相同，需要依序進行茶菁、日光萎凋、室內萎凋、殺菁、揉捻、初乾、覆炒團柔和乾燥等步驟。
茶菁的成熟度、均勻度是影響茶葉品質的第一個因素，早期的凍頂烏龍茶因為耕種的面積小、產量不大、人力充足所以茶菁的成熟度比較平均，不會有老嫩不平均的情形產生，之後因為耕種面積擴大，造成人力不足，因此會發生成熟度不均勻的情形；日光萎凋會影響茶葉成品的香氣，時間需要比普通青茶還久，藉由太陽熱能產生氧化引起發酵作用；曬青過程與茶湯的甘味密切相關，在陽光強烈時需要使用遮陰網，陰天時需要使用人工輔助設備；室內萎凋以兩小時作為參考，藉由室內溫度引起茶葉的化學變化，使茶葉可以繼續部分的發酵作用，以此產生凍頂烏龍茶特殊的香氣跟滋味；使用揉捻機將茶葉進行擠壓、摩擦，以此破壞茶葉的組織細胞，讓茶葉枝液黏著在茶的表面。與一般青茶不同的地方是揉捻後需要先使用布巾將茶葉包成圓球狀再以手工或布球揉捻機來回搓壓，還要時常把茶葉攤開打散用以散熱，這方式被稱為「熱團揉」，而團揉後的茶葉會更加緊結成為半球狀；將揉捻的茶葉解塊後，使用乾燥機蒸發茶葉表面的水份後靜置到隔天，這段時間茶葉會繼續發酵，影響品質。之後將乾燥茶葉裝進布球袋使用揉捻機整型，整型後使用烘乾機將茶葉進行烘培；茶葉重視新鮮爽口因此十分講究保存技術，方法有使用真空技術或是放置脫氧劑進行包裝，包裝材料需要使用不透光的材質，冷藏的茶葉需要回復到常溫才能開封，避免水滴滲透到茶葉內。其製程繁瑣且需細心照看，因此凍頂烏龍茶價格相對較高，從一千到數萬元都是有可能的，影響價格的根本原因還是在於茶園的管理方式、製作的技術耗時人力、可以貯存的時間等等諸多因素。

### 特色
凍頂烏龍茶的外觀講究整齊、龍形條索、葉尖捲曲呈現半球形、色澤墨綠帶油光；香氣以清純為重，製造過程中發酵較輕屬於花香、發酵較重屬於成熟果香；早期因為發酵程度較重，茶水色會略偏為紅色，之後受到多年比賽茶的影響，茶農在製茶上偏向低發酵，因此會呈現金黃色、蜜黃色跟橙黃色；滋味上重視喉韻，圓滑順口、甘甜醇厚，在喉嚨有著清爽的餘韻，喉韻十足並且帶有明顯的焙火韻味和香氣，是講究喉韻的茶，含有多酚抗氧化劑，可以代謝水份，抑止花粉症引起的症狀。
鹿谷鄉農會股長林獻堂表示：「頂級的凍頂烏龍茶外觀帶有青蛙皮般的灰白點，葉尖捲曲成蝦球狀；且葉片中間呈淡綠色，葉底邊緣有紅邊，具備綠葉紅鑲邊的特徵，也就是茶農所說的青蒂、綠腹、紅鑲邊。沖泡後的茶湯澄清明澈，帶有桂花的香氣；入口生津有活性，其湯味醇厚甘潤、耐泡；葉底需幼枝嫩葉連理生、葉全不缺芽點在，開展後仍然具有新鮮、活力、柔軟的特質」

## 事件

### 凍頂貴妃茶
1999年9月21日發生的921大地震和2001年的桃芝颱風二度摧毀臺灣中部，幾乎毀了鹿谷鄉茶農的一切。其後鄉民為了重建茶區名聲不惜多放氮肥吸引小綠葉蟬咬食茶葉，將採收的茶菁結合凍頂烏龍茶的傳統工序研發出具有荔枝果香與蜜香韻味的凍頂貴妃茶；曾獲得「全國傑出專業農民」的張富欽在災後與十位資深茶農經鹿谷鄉農會幫助成立「貴妃茶產銷班」，不斷研發出多種風味的凍頂茶，凍頂貴妃茶正是其中一種。以青心烏龍作為原料的凍頂貴妃茶，發酵程度介於25%至30%之間，焙火程度約4至6分鐘，中發酵、重烘焙；沖泡使用陶壺或瓷壺、溫度以90至100度左右最佳，也可以使用冷泡法沖泡，毛茶可以用龍眼木炭低溫烘焙增加蜜香，且越放越好喝，可以作為「陳年凍頂茶」收藏。張富欽表示，傳統東方美人茶的製作注重蜜味與甜水特色，而凍頂烏龍茶注重滋味與喉韻，凍頂貴妃茶則擷取了二者之長；除了兼具東方美人茶與凍頂烏龍茶的特色外，並有「半球形中度發酵凍頂茶」的口感與特色，茶湯呈現橙紅色，注重喉韻與甘醇。凍頂貴妃茶經過產銷班的推廣和研發，使用抽真空、脫氧的低溫冷藏技術延長茶葉的新鮮度；並改進茶菁發酵技術、擴展市場，讓原本逐漸被市場淘汰的「夏季俗仔茶」重現生機和價值。

### 山寨烏龍茶
2011年，有商人仿冒凍頂烏龍茶假貨在中國大陸販賣，提供使用者真品試喝後將贗品賣出，兩年來使臺灣茶農損失將近一億元金額。鹿谷鄉凍頂茶葉生產合作社發現後組織防假冒小組在山東省濟南市獲得與真品相似度約98%的贗品，於2014年5月10日在合作社招開記者會呼顛臺灣、中國大陸購買烏龍茶時需要注意贗品。並且決定更換包裝，在茶葉罐設計浮水印，包裝盒有「一摸、二看、三翻轉」的防偽造標籤。

## 相關書籍
- 《美哉南投》叢刊第六輯（1997年6月，南投縣美術學會）
- 《中國茶·台灣茶》（2004年9月1日初版第一刷，台灣東販，ISBN 978-957-473-740-6）
- 《台灣找茶 = Taiwan tea talk》（2005年7月初版，聯合報，ISBN 986-81406-0-9）
- 《鹿谷鄉深耕產業觀光藝文凍頂黃金》（2008年12月25日，鹿谷鄉公所）